# Soledad Chávez Chacón
Soledad Chávez Chacón, auch Lala Chacón genannt, (* 11. August 1892 in Albuquerque, New Mexico; † 4. August 1936 ebenda) war eine US-amerikanische Politikerin. Zwischen 1923 und 1926 fungierte sie im Bundesstaat New Mexico als Secretary of State und 1924 zwei Wochen lang als kommissarische Gouverneurin.

## Werdegang
Soledad Chávez Chacón entstammt einer prominenten und politisch aktiven Hispanic-Familie aus dem Mittelstand. Sie graduierte 1908 an der Albuquerque High School und 1910 am Albuquerque College of Business. 1910 heiratete sie Ireneo Chacón, den Manager eines Möbelgeschäfts in Albuquerque. Das Paar bekam zwei Kinder, Adelina und Santiago.
Politisch gehörte sie der Demokratischen Partei an. Aufgrund ihrer Bildung und ihrer Arbeit in zivilen, literarischen und Dienstleistungsorganisationen, wie el Club Literario, Women’s Club und Minerva Club, entschied sie sich in die Politik zu gehen. 1922 wurde sie für den Posten des Secretary of State von New Mexico nominiert und gewählt. Sie war die erste Frau, die dieses Amt bekleidete. Ihre erste Handlung war es ihren Ehemann als Stellvertreter einzustellen. Sie wurde einmal wiedergewählt. Nachdem der Vizegouverneur José A. Baca im Mai 1924 verstorben war und der Gouverneur James F. Hinkle den Staat für die Democratic National Convention in New York City verlassen hatte, fungierte sie vom 21. Juni bis zum 5. Juli 1924 als kommissarische Gouverneurin. 1934 wurde sie in das Repräsentantenhaus von New Mexico gewählt.
Sie verstarb 1936 an Folgeschäden einer Operation im Women’s and Children’s Hospital in Albuquerque. Ihr Leichnam wurde dann auf dem Mount Calvery Cemetery in Albuquerque beigesetzt.